# Thomas McIntosh (Fußballspieler)
Thomas McIntosh (Lebensdaten unbekannt) war ein schottischer Fußballspieler, der 1893 für The Wednesday in der Football League aktiv war.

## Karriere
McIntosh trat fußballerisch erstmals im Scottish FA Cup 1889/90 als Rechtsaußen für den Glasgower Klub FC Linthouse in Erscheinung und war Anfang 1891 mehrfach mit Linthouse in Freundschaftsspielen in England aktiv (darunter in Sheffield). Zur Saison 1891/92 gehörte er dem FC Clyde an und spielte für diesen in der Scottish Football League. Für den Klub bestritt er in der Folge 29 Ligapartien und erzielte dabei sieben Treffer. Am 28. Februar 1891 bestritt er ein Trial Match für die schottische Nationalelf. Ende 1891 stand er mit Clyde im Finale um den Glasgow Cup, das mit 1:7 gegen Celtic Glasgow verloren wurde.
McIntosh gehörte von 1892 bis 1894 zum Kader des Sheffielder Klubs The Wednesday, der Klub war zur Spielzeit 1892/93 neu in die Football League First Division aufgenommen worden. McIntosh wurde in einem Spielbericht über das Freundschaftsspiel gegen den schottischen Klub Battlefield FC am 31. Dezember 1892 als „der neue Spieler“ beschrieben und war bei dem 6:2-Sieg auch als Torschütze erfolgreich. Die Athletic News bescheinigte McIntosh in seiner Debütpartie, in der mit Fred Spiksley und Billy Betts nur zwei Engländer spielten, ein „exzellentes Spiel auf Rechtsaußen. Er passte gut, schoss gut, arbeitete hart und war nicht im Geringsten egoistisch.“
Der zumeist auf dem rechten Flügel eingesetzte McIntosh gab kurze Zeit später am 7. Januar bei einer 1:5-Auswärtsniederlage gegen Aston Villa sein Pflichtspieldebüt, dabei erzielte er den Ehrentreffer seines Teams. In den folgenden Wochen kam er weiterhin zum Einsatz und bildete dabei zumeist mit Harry Davis die rechte Angriffsseite; nach sechs Niederlagen und einem Unentschieden gelang bei seinem achten Ligaauftritt gegen Notts County mit einem 3:2 auch der erste Sieg. In der folgenden Saison 1893/94 wurde McIntosh nur noch einmal aufgeboten, nach einer 1:5-Niederlage bei den Blackburn Rovers im September 1893 wurde er bis zu seinem Abgang am Saisonende nur noch im Reserveteam eingesetzt.
Mit dem Wednesday Wanderers genannten Reserveteam gewann er 1892/93 die Sheffield League. Im März 1893 unterlag er mit der Mannschaft den Sheffield Strollers, der Reservemannschaft des Lokalrivalen United, im Finale um den Sheffield & Hallamshire Senior Cup mit 1:3. Die Saison 1893/94 der Sheffield League beendete man in der Division 1 auf dem ersten Tabellenplatz, gegen den Sieger der Division 2, Mexborough FC, unterlag man aber im Entscheidungsspiel um die Meisterschaft mit 0:1.
1894/95 gehörte er wieder zu Linthouse.